# نزلة الشيخ شحاتة
قرية نزلة الشيخ شحاتة هي إحدى القرى التابعة لمركز ساحل سليم في محافظة أسيوط في جمهورية مصر العربية. حسب إحصاءات سنة 2006، بلغ إجمالي السكان في نزلة الشيخ شحاتة 3906 نسمة، منهم 1890 رجل و2016 امرأة.